# Östra Sorgenfri
Östra Sorgenfri är ett bostadsområde i Malmö, i stadsdelen Södra Innerstaden, delvis i stadsdelen Centrum. 
Östra Sorgenfri ligger mellan Nobelvägen och järnvägen mot Ystad, norr om Amiralsgatan. Delområdets norra del löper utmed gatorna Agneslundsvägen, Östra Farmvägen och Sorgenfrivägen. Området norr om Sorgenfrivägen (dvs. Sankt Pauli södra kyrkogård) räknas till stadsdelen Centrum, medan övriga området tillhör stadsdelen Södra Innerstaden. Området genomkorsas av Östra Farmvägen i nordsydlig riktning och av Spånehusvägen på tvären.
Områdets bostäder är byggda i mitten av 1900-talet och består till större delen av bostadsrätter. Grannskapsenheten Gröningen begränsas av Östra Farmvägen och Amiralsgatan. Den röda tegelarkitekturen och de återkommande formerna gör att kvarteren är enhetliga. Före andra världskriget hade området dåligt rykte, med nödbostäder och barnrikehus för fattiga familjer.
Centralt i området ligger Stenkulaskolan (F-9), Mary Anderssons lekplats, och Lindens förskola. Stenkulaskolan är uppkallad efter Anders Oskar Stenkula som var folkskoleinspektör i Malmö 1874–1909. Lekplatsen är uppkallad efter Mary Andersson, författare som skrivit flera romaner om hur det var att växa upp i barnrikehusen på Sorgenfri.

## Bilder

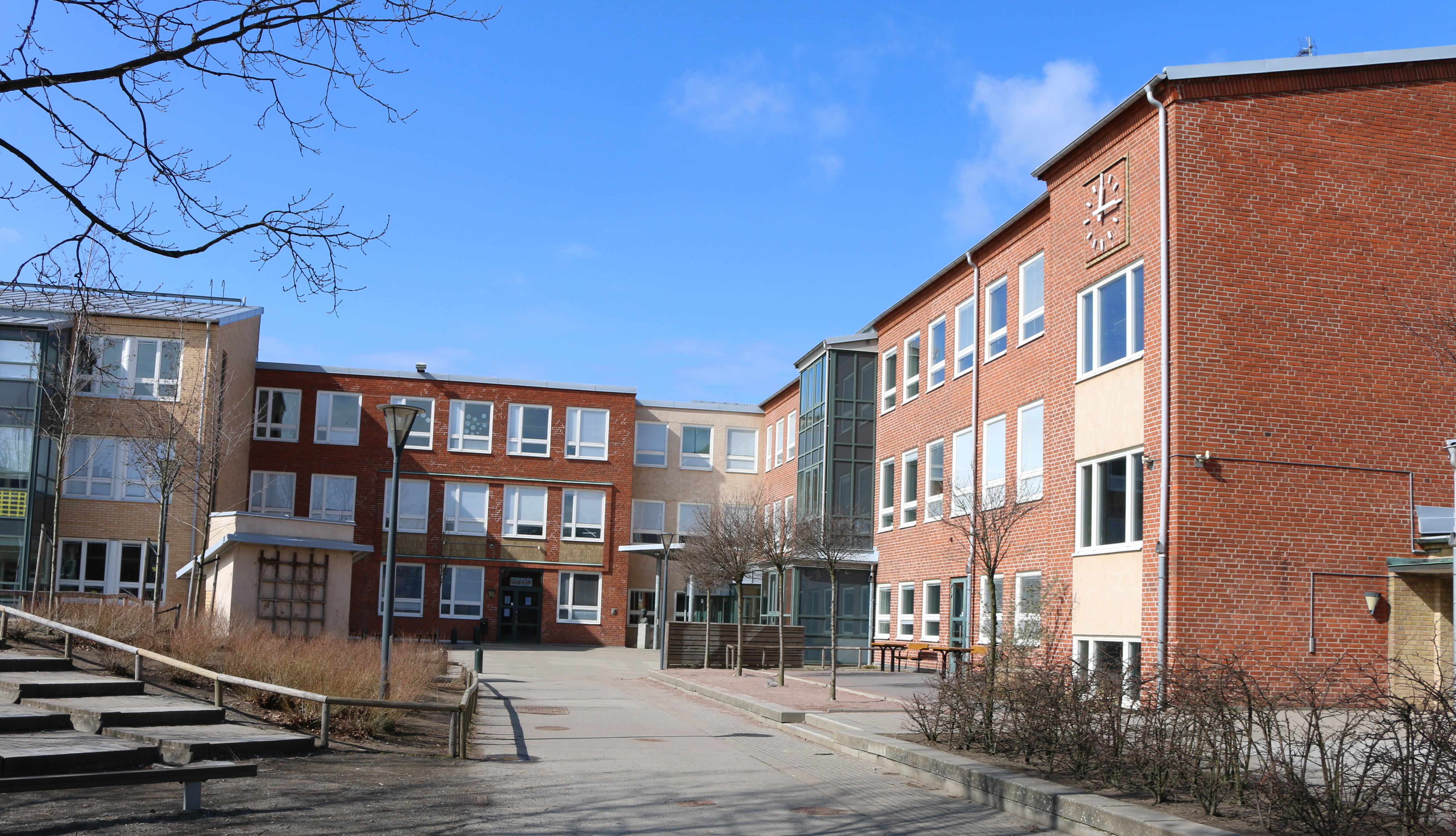
Stenkulaskolan.
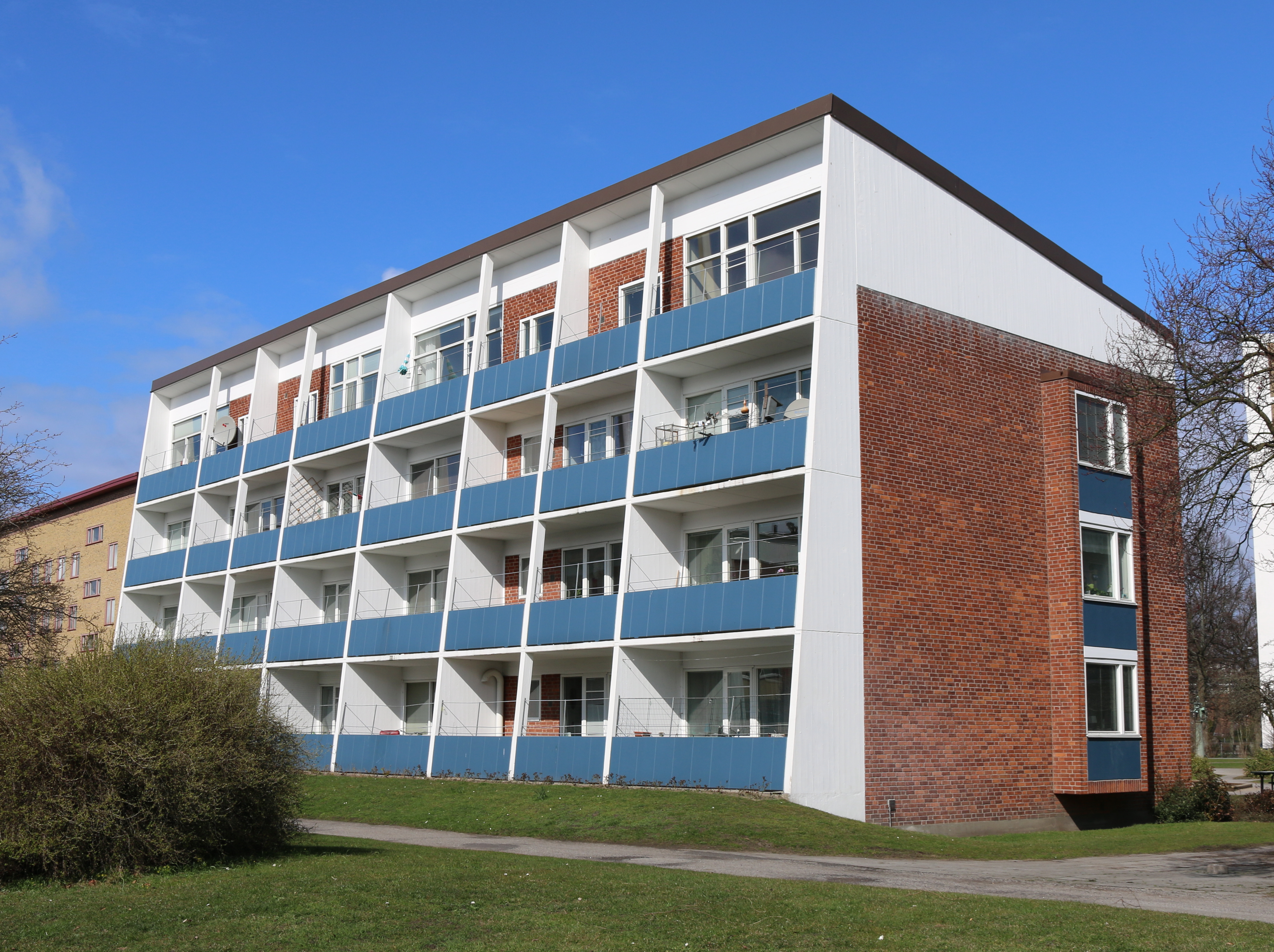
Hus av Fritz Jaenecke.
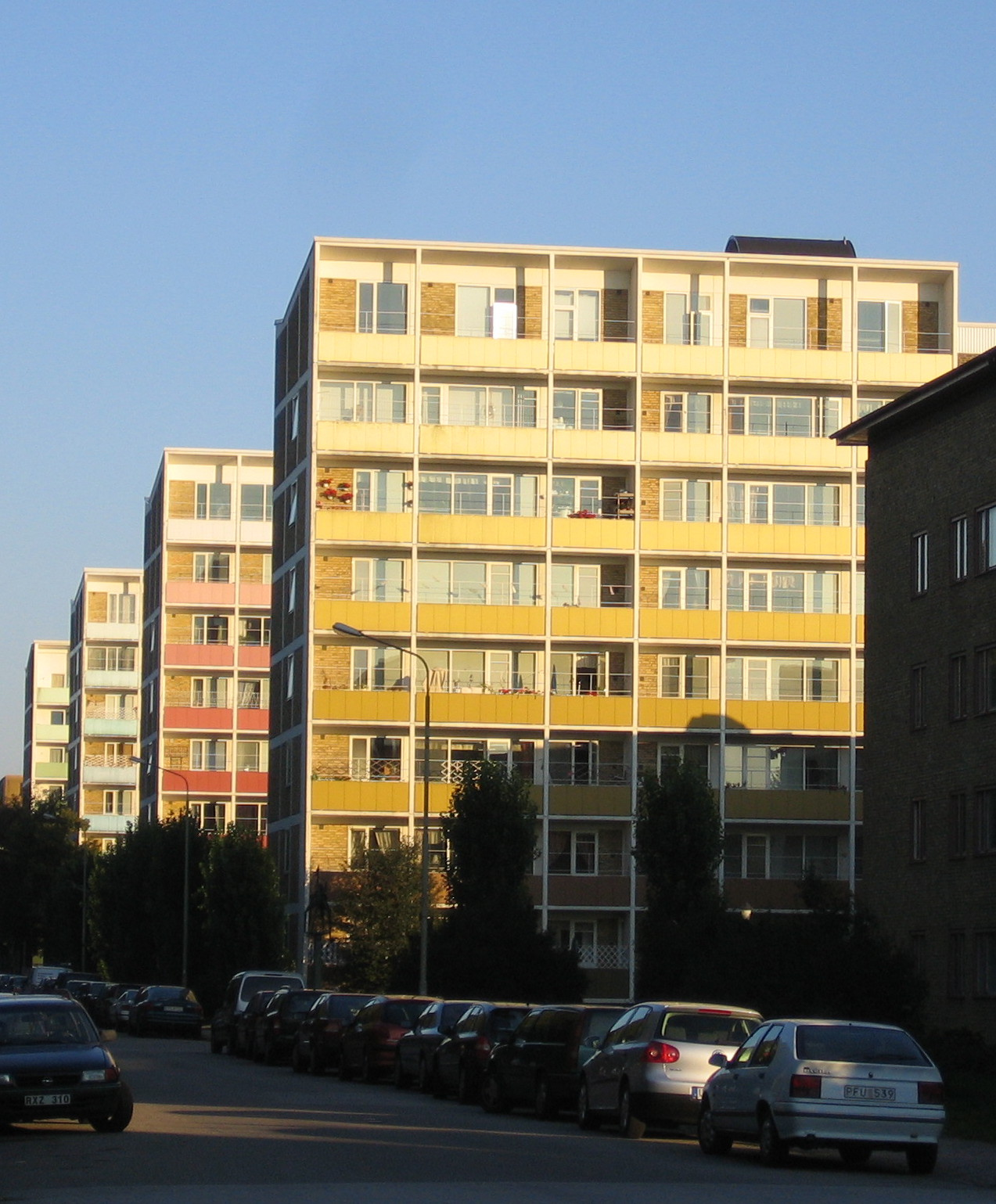
Högre hus.